# Фокс-Лейк 2
Фокс-Лейк 2 (англ. Fox Lake 2) — індіанська резервація в Канаді, у провінції Манітоба, у межах невключеної частини переписної області №23.

## Населення
За даними перепису 2016 року, індіанська резервація нараховувала 156 осіб, показавши скорочення на 19,2%, порівняно з 2011-м роком. Середня густина населення становила 220,2 осіб/км².
З офіційних мов обидвома одночасно не володів жоден з жителів, тільки англійською — 155. Усього 35 осіб вважали рідною мовою не одну з офіційних, з них усі — одну з корінних мов.
Працездатне населення становило 63,6% усього населення, рівень безробіття — 28,6%.

## Клімат
Середня річна температура становить -4,5°C, середня максимальна – 19,1°C, а середня мінімальна – -31,8°C. Середня річна кількість опадів – 455 мм.
| Клімат поселення                              | Клімат поселення | Клімат поселення | Клімат поселення | Клімат поселення | Клімат поселення | Клімат поселення | Клімат поселення | Клімат поселення | Клімат поселення | Клімат поселення | Клімат поселення | Клімат поселення | Клімат поселення |
| Показник                                      | Січ.             | Лют.             | Бер.             | Квіт.            | Трав.            | Черв.            | Лип.             | Серп.            | Вер.             | Жовт.            | Лист.            | Груд.            |                  |
| Середній максимум, °C                         | −20,81           | −17,73           | −10,86           | 0,35             | 9,94             | 17,32            | 19,13            | 17,62            | 11,78            | 3,52             | −7,88            | −18,49           |                  |
| Середня температура, °C                       | −26,32           | −23,24           | −16,36           | −5,17            | 4,43             | 11,81            | 15,00            | 13,48            | 7,64             | −0,6             | −12              | −22,62           |                  |
| Середній мінімум, °C                          | −31,82           | −28,75           | −21,86           | −10,68           | −1,08            | 6,30             | 10,87            | 9,35             | 3,50             | −4,74            | −16,14           | −26,75           |                  |
| Норма опадів, мм                              | 18               | 15               | 18               | 22               | 39               | 53               | 74               | 71               | 54               | 36               | 31               | 24               |                  |
| Середньомісячна швидкість вітру, м/с          | 4.00             | 3.80             | 3.99             | 4.20             | 4.18             | 3.90             | 3.79             | 4.00             | 4.41             | 4.70             | 4.30             | 3.90             |                  |
| Середньомісячна сонячна радіація, кДж/м²·день | 2843             | 6528             | 12468            | 18091            | 20725            | 21324            | 20134            | 15897            | 9560             | 5085             | 2759             | 1932             |                  |
| --------------------------------------------- | ---------------- | ---------------- | ---------------- | ---------------- | ---------------- | ---------------- | ---------------- | ---------------- | ---------------- | ---------------- | ---------------- | ---------------- | ---------------- |
| Джерело:                                      |                  |                  |                  |                  |                  |                  |                  |                  |                  |                  |                  |                  |                  |